# Grad Gundrska vas
Grad Gundrska vas (nemško Schloss Gundersdorf)  je dvorec v istoimenski vasi Gundrska vas ob glavni cesti, ki povezuje Celovec z dolino Krčice in spada v občino Štalenska gora na avstrijskem Koroškem. 
Današnjo podobo je stavba dobila sredi 18. stoletja in je spomeniško zaščitena.

## Zgodovina
Gundrska vas, ki se nahaja ob vznožju gore, ki jo po domače v slovenščini zapisana kot Na Tamnah   (nemško Sechzigerberg) v fari Šenttomaž pri Celovcu  se prvič pojavi v darilni listini leta 1245 pod imenom Hundre(i)nsdorf. 
Wilhelm Wadl vsekakor uvršča Gundrsko vas – in s tem glavno posestvo v vasi – med številne vasi občine Štalenska gora, ki so veliko starejšega koseškega izvora, od katerih so se nekatera posestva povzpela v plemiški stan, večina ne.   Sredi 18. stoletja je Anton von Dreer glavno stavbo razširil v dvorec, katerega zunanjost se od takrat ni bistveno spremenila.
Z gradom Gundrska vas tesno povezani so tudi plemiške družine Schloißnig/Schloissnig/Šlojsnik, Sterneck in Daublebsky, ki imajo kot Gundršani  tradicionalno svoje nagrobne kamne oz. epitafe na vaškem pokopališču v Šenttomažu pri Celovcu. 
Med njimi sta mati in sestra cesarskega namestnika v funkciji deželnega glavarja, Janeza Nepomuka Šlojsnika (1809-1883), ki se je zavzel za dvojezične deželne zakonike, za slovenščino na Celovški gimnaziji in je bil najvišji  in odločilni politični organ ob ustanovitvi Mohorjeve družbe leta 1851, ter kasneje kot pristaš slovenske stranke v Kranjskem deželnem zboru za Slovensko matico in za slovenščino v osnovnih šolah v deželi Kranjski. 
Posest je v zasebni lasti od leta 1912 in se uporablja tako v kmetijske kot komercialne namene.

## Arhitektura
Grad v prostranem parku je reprezentativna dvonadstropna stavba podkvastega tlorisa z dvema kratkima stranskima krakoma, ki mejita na dolg osrednji trakt. Južno sprednjo stran stavbe v srednjem delu krasijo  arkade z ovalnimi loki ter trikotni zatrep z uro. Štiri arkade v pritličju so odprte, šest v nadstropju pa je zastekljenih. Okna v zgornjem nadstropju so uokvirjena in imajo strehe. Majhna okna v zgornjem pritlikavem nadstropju kažejo, da je bilo to nadstropje nekoč namenjeno skladišču žita. Vogali stranskih kril so opremljeni z značilnimi  rustikami. Stranska trakta imata po dve okni na sprednji strani in pet na zunanji strani, medtem ko ima ravninska severna stran stavbe skupaj enajst okenskih osi. V bližini gradu so gospodarska poslopja in majhna kapelica, zgrajena konec 18. stoletja. 
- Grad Gundrska vas, južna fasada z arkadami (2006)
- Grad Gundrska vas, severna fasada (2016)

## Spletne povezave
- Predloga:Burgen-austria